# Granger (Nueva York)
Granger es un pueblo ubicado en el condado de Allegany en el estado estadounidense de Nueva York. En el año 2000 tenía una población de 577 habitantes y una densidad poblacional de 7.0 personas por km².

## Geografía
Granger se encuentra ubicado en las coordenadas 42°28′13″N 78°0′38″O / 42.47028, -78.01056.

## Demografía
Según la Oficina del Censo en 2000 los ingresos medios por hogar en la localidad eran de $25,875, y los ingresos medios por familia eran $28,056. Los hombres tenían unos ingresos medios de $24,083 frente a los $18,250 para las mujeres. La renta per cápita para la localidad era de $12,084. Alrededor del 31.2% de la población estaban por debajo del umbral de pobreza.